# Sylvia Fedoruk
Sylvia Fedoruk   (Canora, 5 de maig de 1927 - Saskatoon, 26 de setembre de 2012) va ser una científica i sotsgovernadora de Saskatchewan.
Filla d'immigrants ucraïnesos, va rebre una llicenciatura en física de la Universitat de Saskatchewan, el 1949, i un màster el 1951.
Va ser la cap física metge de la Clínica de Càncer de Saskatoon i directora de serveis de física en la Clínica de Càncer de Saskatchewan. Va ser professora d'oncologia i membre associat de física a la Universitat de Saskatchewan. Va estar implicada en el desenvolupament de la primera unitat de cobalt-60 al món i una de les primeres màquines d'exploració de medicina nuclear.
Fou la primera dona membre de la Junta de Control d'Energia Atòmica del Canadà.
Des de 1986 fins a 1989 va ser rectora de la Universitat de Saskatchewan. Va ser la primera dona a ocupar aquest lloc a la Universitat de Saskatchewan.
Va ser presidenta (1971-1972) de l'Associació de Dames canadenques de Curling. El 1986, va ser inclosa en el Saló de la Fama de Curling canadenca com a constructora i va ser condecorada amb l'Orde del Mèrit de Saskatchewan. El 1961 va guanyar el primer campionat diamant 'D' per a l'equip de Saskatchewan com a tercera.
El 1987 va ser nomenada Oficial de l'Orde del Canadà.